# Siempre es hoy
Siempre es hoy es el tercer álbum de estudio como solista del músico de Argentina Gustavo Cerati, lanzado el 26 de noviembre de 2002, el mismo que al año siguiente sería nominado a los Premios Grammy en la categoría "mejor álbum latino de rock alternativo". Es un álbum que sigue el estilo de Bocanada (1999), aunque los elementos del pop rock están parcialmente presentes, y se hace más énfasis en la electrónica. En un principio iba a ser un álbum doble, ya que se contaba con gran cantidad de material, pero terminó siendo editado en un único disco debido a la situación económica que atravesaba el país en ese momento. En el año siguiente, 2003, fue editado un álbum doble titulado Reversiones: Siempre es hoy, compuesto por versiones remixadas de la mayoría de las canciones de este álbum realizados por gran cantidad de músicos, entre ellos: Miranda!, Dj Zucker, Adicta, entre otros.

## Características
Siempre es hoy recibió críticas encontradas por parte de los especialistas, principalmente por ser un disco largo, sin embargo, contiene varias de las mejores creaciones musicales de Gustavo Cerati como solista. Sus tres sencillos, «Cosas imposibles», «Karaoke» y «Artefacto» tuvieron bastante éxito en las estaciones de radio y programas musicales. También se destacan las canciones «Vivo» y «Sudestada», en las cuales participa Charly García como invitado, «Nací para esto», «Amo dejarte así» y «Tu cicatriz en mí».

## Lista de canciones
| N.º              | Título                                                | Escritor(es)                                     | Duración |  |
| 1.               | «Cosas imposibles»                                    | Gustavo Cerati · Flavio Etcheto                  | 5:05     |  |
| 2.               | «No te creo» (Sample por J. J. Cale y Gene McDaniels) | Gustavo Cerati                                   | 3:46     |  |
| 3.               | «Artefacto»                                           | Gustavo Cerati · Flavio Etcheto                  | 4:16     |  |
| 4.               | «Nací para esto»                                      | Gustavo Cerati                                   | 3:09     |  |
| 5.               | «Amo dejarte así» (Sample por The Cure)               | Gustavo Cerati                                   | 5:25     |  |
| 6.               | «Tu cicatriz en mí»                                   | Gustavo Cerati                                   | 4:17     |  |
| 7.               | «Señales luminosas»                                   | Gustavo Cerati                                   | 3:24     |  |
| 8.               | «Karaoke» (Sample por Violeta Parra)                  | Gustavo Cerati                                   | 3:54     |  |
| 9.               | «Sulky»                                               | Gustavo Cerati                                   | 4:29     |  |
| 10.              | «Casa»                                                | Gustavo Cerati · Flavio Etcheto                  | 4:32     |  |
| 11.              | «Camuflaje» (Sample por The Damned)                   | Gustavo Cerati                                   | 3:55     |  |
| 12.              | «Altar»                                               | Gustavo Cerati · Flavio Etcheto / Tea-Time (rap) | 4:01     |  |
| 13.              | «Torre de marfil»                                     | Gustavo Cerati                                   | 4:38     |  |
| 14.              | «Fantasma»                                            | Gustavo Cerati · Flavio Etcheto                  | 3:19     |  |
| 15.              | «Vivo» (Sample por Jimmy Page y Jake Holmes)          | Gustavo Cerati                                   | 4:20     |  |
| 16.              | «Sudestada»                                           | Gustavo Cerati                                   | 4:31     |  |
| 17.              | «Especie»                                             | Gustavo Cerati                                   | 3:42     |  |
| 70:43 (01:10:44) |                                                       |                                                  |          |  |

Notas:
- «No te creo» contiene samples de «Same Old Blues» de Captain Beefheart & His Magic Band y «Feel Like Makin' Love» de D'Angelo.
- «Amo dejarte así» contiene un sample de «Lullaby» de The Cure.
- «Karaoke» contiene un sample de «La carta» de Violeta Parra.
- «Camuflaje» contiene un sample de «The Eight Day» de The Damned.
- «Vivo» contiene un sample de «Dazed and Confused» de Led Zeppelin.

## Músicos
- Gustavo Cerati: Voz, guitarras, sintes, mpc, Rhodes, bajo y programaciones.
- Flavio Etcheto: Laptop, trompeta, guitarra y sampler.
- Leandro Fresco: Coros, sintes, sampler, Rhodes y percusión.
- Fernando Nalé: Bajo y contrabajo.
- Pedro Moscuzza: Batería y percusión.
- Javier Zuker: Scratches y loops.

## Artistas invitados
- Charly García: Piano y rhodes en «Vivo» y «Sudestada».
- Camilo Castaldi: Rap en «Altar».
- Domingo Cura: Bombos en «Sulky».
- Deborah de Corral: Voces en «Casa», «Torre de marfil» y silbido en «Altar».

## Videos musicales
- «Cosas imposibles» (2002)
- «Karaoke» (2003)
- «Artefacto» (En vivo) (2003)
- «No te creo» (filmado en 2004) (2021)
- «Nací para esto» (2023)
- «Sudestada» (2023)
- «Amo dejarte así» (2024)

## En otros medios
- «Torre de Marfil» originalmente fue compuesta por Cerati para la banda sonora de la película Sólo por hoy, aunque la versión usada en la película presenta varias diferencias y se titula «Ailee».[2]
- «Cosas Imposibles» fue usada en una propaganda de CTI Móvil.[3]